# Lapalisse
Lapalisse é uma comuna francesa na região administrativa de Auvérnia-Ródano-Alpes, no departamento Allier. Estende-se por uma área de 33,06 km². Em 2010 a comuna tinha 3 214 habitantes (densidade: 97,2 hab./km²).